# Carl Eduard Pönitz
Carl Eduard Pönitz, född den 24 januari 1795 i Döbeln i Sachsen, död den 27 september 1858 i Pillnitz, var en tysk militär och författare.
Pönitz ingick 1813 som frivillig vid ett sachsiskt husarregemente, blev efter kriget som medellös underofficer och först vid 30 års ålder officer. Anställd som tjänstofficer vid krigsskolan, beredde han sig tillfälle till studier och utgav 1840 en Taktik, som upplevde tre upplagor. År 1842 följde en undersökning om Die Eisenbahnen und ihre Benutzung als militärische Operationslinien, som ansågs fantastisk, men snart visade sig riktig. Hans främsta arbete är Militärische Briefe eines verstorbenen an seine noch lebenden Freunde (3 band, 1841–1845, ny upplaga 1854; en del av den översattes till svenska med titeln "Karl XII betraktad från krigsvetenskaplig synpunkt", 1858), vari han ledigt och omdömesfullt skildrar krig och härförare från 1600-talet till och med 1815. Pönitz tog avsked som ryttmästare 1854 och blev samma år överpostråd. Han utsågs till ledamot av svenska Krigsvetenskapsakademien 1844.